# Warcraft
Warcraft je série počítačových fantasy RTS, MMORPG a sběratelských karetních her od společnosti Blizzard Entertainment doplněných knihami a deskovými hrami.

## Hlavní části série
| 1994 | Warcraft: Orcs & Humans                        |
| 1995 | Warcraft II: Tides of Darkness                 |
| 1996 | Warcraft II: Beyond the Dark Portal            |
| 1997 |                                                |
| 1998 |                                                |
| 1999 | Warcraft II: Battle.net Edition                |
| 2000 |                                                |
| 2001 |                                                |
| 2002 | Warcraft III: Reign of Chaos                   |
| 2003 | Warcraft III: The Frozen Throne                |
| 2004 | World of Warcraft                              |
| 2005 |                                                |
| 2006 |                                                |
| 2007 | World of Warcraft: The Burning Crusade         |
| 2008 | World of Warcraft: Wrath of the Lich King      |
| 2009 |                                                |
| 2010 | World of Warcraft: Cataclysm                   |
| 2011 |                                                |
| 2012 | World of Warcraft: Mists of Pandaria           |
| 2013 |                                                |
| 2014 | Hearthstone                                    |
| 2014 | World of Warcraft: Warlords of Draenor         |
| 2015 |                                                |
| 2016 | World of Warcraft: Legion                      |
| 2017 |                                                |
| 2018 | World of Warcraft: Battle for Azeroth          |
| 2019 | World of Warcraft Classic                      |
| 2020 | Warcraft III: Reforged                         |
| 2020 | World of Warcraft: Shadowlands                 |
| 2021 | World of Warcraft: The Burning Crusade Classic |
| 2022 | World of Warcraft: Dragonflight                |

| Rok vydání | Název                                              | Žánr                    |
| ---------- | -------------------------------------------------- | ----------------------- |
| 1994       | Warcraft: Orcs & Humans                            | Strategie               |
| 1995       | Warcraft II: Tides of Darkness                     | Strategie               |
| 1996       | datadisk Warcraft II: Beyond the Dark Portal       | Strategie               |
| 1998       | Warcraft Adventures: Lord of the Clans (zrušeno)   | Adventura               |
| 2002       | Warcraft III: Reign of Chaos                       | Strategie               |
| 2003       | datadisk Warcraft III: The Frozen Throne           | Strategie               |
| 2004       | World of Warcraft                                  | MMORPG                  |
| 2007       | datadisk World of Warcraft: The Burning Crusade    | MMORPG                  |
| 2008       | datadisk World of Warcraft: Wrath of the Lich King | MMORPG                  |
| 2010       | datadisk World of Warcraft: Cataclysm              | MMORPG                  |
| 2012       | datadisk World of Warcraft: Mists of Pandaria      | MMORPG                  |
| 2014       | Hearthstone: Heroes of Warcraft                    | Sběratelská karetní hra |
| 2014       | datadisk World of Warcraft: Warlords of Draenor    | MMORPG                  |
| 2016       | datadisk World of Warcraft: Legion                 | MMORPG                  |
| 2018       | datadisk World of Warcraft: Battle for Azeroth     | MMORPG                  |
| 2020       | datadisk World of Warcraft: Shadowlands            | MMORPG                  |
| 2022       | datadisk World of Warcraft: Dragonflight           | MMORPG                  |
| 2024       | datadisk World of Warcraft: The War Within         | MMORPG                  |

## Jiná média

### Knihy
- Warcraft: Archive
  - Warcraft: Day of the Dragon - Den draka
  - Warcraft: Lord of the Clans - Vládce klanů
  - Warcraft: Of Blood and Honor - 
  - Warcraft: The Last Guardian - Poslední Strážce
- Warcraft: War of the Ancients Trilogy - Válka Prastarých
  - The Well of Eternity - Studna věčnosti
  - The Demon Soul - Duše démona
  - The Sundering - Rozdělení
- World of Warcraft: Cycle of Hatred - Kruh nenávisti
- World of Warcraft: The Chronicles of War
  - World of Warcraft: Rise of the Horde - World of Warcraft: Zrod Hordy
  - World of Warcraft: Tides of Darkness - World of Warcraft: Příliv temnoty
  - World of Warcraft: Beyond the Dark Portal - World of Warcraft: Za temným portálem
- World of Warcraft: Night of the Dragon - Noc draka
- World of Warcraft: Arthas: Rise of the Lich King - World of Warcraft: Arthas: Zrod krále lichů
- World of Warcraft: Stormrage
- World of Warcraft: The Shattering: Prelude to Cataclysm
- World of Warcraft: Thrall: Twilight of the Aspects
- World of Warcraft: Wolfheart
- World of Warcraft: Tides of War
- Warcraft: Durotan
- World of Warcraft: Traveler
- World of Warcraft: Traveler II: Spiral path
- World of Warcraft: Chronicles Díl 1
- World of Warcraft: Chronicles Díl 2
- World of Warcraft: Chronicles Díl 3
- Illidan
- War Crimes – Válečné zločiny
- World of Warcraft: Paragons
- Dawn of Aspects
- Vol'jin: Shadows of the Horde

### Krátké příběhy
- Ubroken
- War of shifting sands
- Road to Damnation
- Charge of the Aspects
- Vol'jin: Judgment
- Velen: Propeht's lesson
- Varian Wrynn: Blood of Our Fathers
- Tyrande & Malfurion: Seeds of Faith
- The Council of Three Hammers: Fire and Iron
- Sylvanas Windrunner: Edge of Night
- Lor'themar Theron: In the Shadow of the Sun
- Genn Greymane: Lord of His Pack
- Gelbin Mekkatorque: Cut Short
- Garrosh Hellscream: Heart of War
- Gallywix: Trade Secrets of a Trade Prince
- Baine Bloodhoof: As Our Fathers Before Us
- The Untamed Valley
- The Trial of the Red Blossoms
- The Strength of Steel
- The Jde Hunters
- The Blank Scroll
- Quest for Pandaria - Part 1
- Quest for Pandaria - Part 2
- Quest for Pandaria - Part 3
- Quest for Pandaria - Part 4
- Over Water
- Li Li's Travel Journal
- Death From Above
- Bleeding Sun
- Hellscream
- Code of Rule
- Apocrypha
- Dark Mirror
- Elegy
- A Good War

### Stolní hry
- Warcraft: The Board Game – strategická stolní hra od Fantasy Flight Games založená na Warcraft III
- Warcraft: The Roleplaying Game – hra na hrdiny od Sword & Sorcery
- World of Warcraft: The Board Game – stolní hra založená na MMORPG hře World of Warcraft vydaná taktéž firmou Fantasy Flight Games
- World of Warcraft Trading Card Game – sběratelská karetní hra založená na hře World of Warcraft od Upper Deck Entertainment

## Popis strategických her série
Hráč těží zlato a dřevo a za ně v budovách staví vojenské jednotky. Těmi zkoumá mapu, bojuje s nepřítelem o přístup ke zlatým dolům, snaží se mu způsobit ztráty, zničit budovy nebo pracovní jednotky. Stavbou dalších budov a vynalézáním objevů získává hráč možnost stavět pokročilejší typy jednotek, nebo jednotky získají další schopnosti.
Hráč vítězí splněním daného úkolu, který často zní zničit všechny jednotky a budovy soupeře. Všechny díly obsahují kampaně (tažení), jejichž jednotlivé scénáře na sebe navazují a postupně umožňují hráči používat více a více pokročilých jednotek; díl 1 a 3 kromě toho umožňuje nastavitelnou bitvu na volitelné mapě, kde cílem je zničit všechny nepřátele.
Systém soubojů je prostý: Každá jednotka má počet hit-points, brnění tlumící zranění a sílu útoku; kouzlící jednotky mají též manu, která limituje počet seslatelných kouzel.

### Příklady jednotek
- Rolník – jednotka pro stavbu budov a těžbu surovin.
- Pěšák a rytíř – pozemní jednotka s mnoha hit-points, která brání nepřátelům se dostat ke zranitelným jednotkám.
- Střelec – jednotka vhodná k vyřazení zraněného nebo zvlášť nebezpečného soupeře; může útočit i na letecké jednotky.
- Mechanický tank – těžkopádná jednotka vrhající velmi ničivé střely.
- Létající stroj – Lehká letecká jednotka, která ze začátku útočí pouze na letecké jednotky, ale může provést výzkum na schopnost útočit na pozemní jednotky.
- Kouzlící jednotky – umí sesílat ohnivý déšť, zneviditelnit jednotku, léčit, odhalit vzdálenou část mapy apod.
- Hrdina – silná speciální jednotka se spousty kouzel, většími staty než mají ostatní jednotky, poprvé se objevili v datadisku pro Warcraft II

### Svět
- Seznam ras a skupin ve Warcraftu
- Seznam zemí a měst ve Warcraftu